# Pancho Villa kincse
A Pancho Villa kincse (eredeti címén The Treasure of Pancho Villa) egy 1955-ben bemutatott amerikai westernfilm. A történet 1915-ben játszódik Mexikóban, a forradalom idején. Sokszor megemlítik benne Pancho Villa forradalmi vezér nevét, de maga Villa nem jelenik meg a filmben.

## Cselekmény
|  | Alább a cselekmény részletei következnek! |

1915-ben, a mexikói forradalom idején Mexikó északi részén Pancho Villa forradalmár csapatai harcban állnak Venustiano Carranza konstitucionalista hadseregével. Juan Castro, Villa egyik leghűségesebb híve elhatározza, hogy kirabolnak egy aranyszállító vonatot. Két társával, Pablo Moralesszel és az amerikai Tom Bryannal végre is hajtják az akciót: Bryan a vonat utasai között vegyül el Cucaracha nevű Lewis golyószórójával (a szó jelentése csótány, és a filmzenében is feldolgozott La cucaracha című dalra utal), míg Castro és Morales néhány tucatnyi fegyveressel egy hídnál rejtőzik el. Magukkal viszik egy meggyilkolt amerikai bányatulajdonos lányát, Ruth Harrist is. Az akció sikerül, rengeteg zsák aranyat zsákmányolnak, ám Castro megtiltja embereinek, hogy akár egyetlen érmét is elvigyenek: azt mondja, ezt a sok aranyat mind Pancho Villának kell eljuttatni.
Morales öszvérkaravánjával útnak is indulnak a jaki indiánok földjére, ahol reményeik szerint átadhatják majd Villának a kincset. Ám a carranzista katonák egy csapata nyomolvasáshoz értő és helyismerettel rendelkező indiánok vezetésével a nyomukba ered. Amikor Castróék már úgy érzik, üldözőik közel jutottak hozzájuk, ketté válnak: Castro és az időközben valódi forradalmárrá, soldaderává váló Ruth ott marad, hogy összecsapjon az üldözőkkel, míg Moralest előre küldik a kinccsel. Mivel Castro nem bízik teljesen Moralesben, ezért Bryant is előreküldi vele, ám amikor Bryan meghallja a kitörő lövöldözést, visszamegy, hogy segítsen Castróéknak. Neki köszönhető, hogy sikerül megmenekülniük a pusztulástól és visszaverni a katonák támadását. A tűzharc után továbbmennek, ám amikor megérkeznek a helyre, ahol Moralesnek és Pancho Villának találkoznia kellett volna, nem találnak ott senkit. Kiderül, hogy Morales elárulta őket, és kisajátította az aranyat. Harc kezdődik az egykori szövetségesek között, és amikor Morales elveszti fegyverét, a csapat megegyezik, hogy kettéválnak: Morales és Ruth északra indulnak a kincs nélkül, Castro és Bryan pedig mennek tovább, hogy eljuttassák az aranyat Villának.
Ám Morales ismét árulóvá válik: ezúttal egy útba eső falu hatóságaihoz fordul, és feljelenti társait. A katonák elfogják embereit, köztük Ruthot is. A férfiakat halálra ítélik, a nőt pedig Tampico kikötőjébe szállíttatják, hogy onnan hazatoloncolják. Egyúttal üldözőbe veszik Castróékat is. Bryan eközben foglyul ejti Castrót, hogy magának kaparintsa meg a kincset, de hamar rájönnek mindketten, hogy a sivatagos, ellenséges vidéken egymásra vannak utalva, ezért mégis viszonylagos békében folytatják tovább útjukat. Az üldöző katonák és az őket segítő indiánok fényjeleiből azonban észreveszik, hogy a nyomukban járnak, így egyetlen lehetőségük marad: egy magas sziklafal alatt az aranyat tartalmazó zsákokból építenek maguknak barikádot, hogy onnan lőhessenek a katonákra. A hozzájuk tárgyalásra érkező Moralest Castro agyonlövi, de a katonák túlerejével nem bírnak: Castrót is eltalálja és megöli egy golyó. Bryan végül dinamitot helyez el a kincseszsákoknál, hátrébb vonul, és amikor a katonák odaérnek, felrobbantja az egészet. A sziklafal leomlik, és örökre maga alá temeti mind a carranzista katonákat, mind a kincset. Bryan Castro holttestét kövek közé temeti, és Castro kalapját, valamint a robbantószerkezet kereszt alakú fogantyúját helyezi a sírra.
|  | Itt a vége a cselekmény részletezésének! |

## Szereplők
- Gilbert Roland ... Juan Castro
- Joseph Calleia ... Pablo Morales
- Rory Calhoun ... Tom Bryan
- Shelley Winters ... Ruth Harris
- Fanny Schiller ... Laria Morales
- Tony Carbajal ... Farolito